# Klotz Valley
Das Klotz Valley (spanisch Valle Klotz) ist ein Tal am nördlichen Ende der Fildes-Halbinsel von King George Island, der größten der Südlichen Shetlandinseln. Durch das breite, flache Tal fließt ein Bach, der den Bellingshausen Dome entwässert; außerdem liegen noch einige Stillgewässer in dem Tal.
Das Tal wurde 1996 auf einer chilenischen Karte als Valle Klotz bezeichnet; das britische Antarctic Place-names Committee (APC) meldete den Namen 2007 in englischer Sprache als in use (gebräuchlich) an den Wissenschaftlichen Ausschuss für Antarktisforschung (Scientific Committee on Antarctic Research, SCAR), obwohl die Definition nicht den Qualitätsansprüchen des APC entspricht.
An der durch die Koordinaten bezeichneten Stelle fließt auf einer deutschen Karte aus dem Jahre 1984 der Gletscherbach vom Bellingshausen Dome (dort Collinseiskappe genannt) zur See-Elefanten-Bucht.